# Campeonato Europeu de Ginástica Artística de 1996 - Resultados femininos
Os resultados femininos do Campeonato Europeu de Ginástica Artística de 1996 contaram com todas as provas.

## Resultados

### Individual geral
Finais
| Posição           | Ginasta                   | Total  |
| ----------------- | ------------------------- | ------ |
| Medalha de ouro   | UKR Lilia Podkopayeva     | 39,205 |
| Medalha de prata  | BLR Svetlana Boginskaya   | 39,106 |
| Medalha de bronze | ROU Lavinia Milosovici    | 39,067 |
| 4                 | ROU Simona Amanar         | 38,942 |
| 5                 | RUS Dina Kochetkova       | 38,730 |
| 6                 | RUS Svetlana Khorkina     | 38,549 |
| 7                 | GRE Vasiliki Tsavdaridou  | 38,262 |
| 8                 | ESP Monica Martin         | 38,236 |
| 9                 | FRA Ludivine Furnon       | 38,110 |
| 10                | ESP Joana Juarez          | 38,023 |
| 11                | BLR Elena Piskun          | 37,899 |
| 12                | HUN Nikolett Krausz       | 37,855 |
| 13                | GBR Annika Reeder         | 37,543 |
| 14                | GER Kathleen Stark        | 37,479 |
| 15                | ITA Giordana Rocchi       | 37,467 |
| 16                | LAT Ludmila Prince        | 37,324 |
| 17                | UKR Lioubov Sheremeta     | 37,211 |
| 18                | CHE Pascale Grossenbacher | 36,705 |
| 18                | ISR AdiI Peer             | 36,705 |
| 20                | ITA Ilenia Meneghesso     | 36,605 |
| 21                | GER Cindy Klemrath        | 36,236 |
| 22                | CZE Gabriela Krcmarova    | 36,155 |
| 23                | ISR Maya Shani            | 35,861 |
| 24                | BEL Monique Cohnen        | 35,580 |

| Pos.              | Ginasta                 | Pts   |
| ----------------- | ----------------------- | ----- |
| Medalha de ouro   | ROU Simona Amanar       | 9,774 |
| Medalha de prata  | ROU Gina Gogean         | 9,768 |
| Medalha de bronze | UKR Lilia Podkopayeva   | 9,756 |
| 4                 | RUS Dina Kochetkova     | 9,725 |
| 4                 | RUS Svetlana Khorkina   | 9,725 |
| 6                 | BLR Svetlana Boginskaya | 9,662 |
| 7                 | ESP Joana Juarez        | 9,518 |
| 8                 | ISR Einat Kedar         | 9,418 |
| 9                 | LAT Ludmila Prince      | 9,400 |

| Pos.              | Ginasta                 | Pts   |
| ----------------- | ----------------------- | ----- |
| Medalha de ouro   | RUS Svetlana Khorkina   | 9,825 |
| Medalha de ouro   | ROM Simona Amanar       | 9,825 |
| Medalha de bronze | UKR Lilia Podkopayeva   | 9,825 |
| 4                 | ROU Lavinia Milosovici  | 9,800 |
| 5                 | UKR Lioubov Shemereta   | 9,775 |
| 6                 | BLR Elena Piskun        | 9,725 |
| 6                 | BLR Svetlana Boginskaya | 9,725 |
| 8                 | RUS Dina Kochetkova     | 9,262 |

| Pos.              | Ginasta                 | Pts   |
| ----------------- | ----------------------- | ----- |
| Medalha de ouro   | RUS Rozalia Galiyeva    | 9,725 |
| Medalha de prata  | ROU Gina Gogean         | 9,712 |
| Medalha de bronze | BLR Elena Piskun        | 9,650 |
| 4                 | BLR Svetlana Boginskaya | 9,575 |
| 5                 | ROU Simona Amanar       | 9,562 |
| 6                 | UKR Lioubov Shemereta   | 9,450 |
| 7                 | RUS Dina Kochetkova     | 9,000 |
| 8                 | UKR Anna Mirgorodskaya  | 8,762 |

| Pos.              | Ginasta                 | Pts   |
| ----------------- | ----------------------- | ----- |
| Medalha de ouro   | UKR Lilia Podkopayeva   | 9,862 |
| Medalha de ouro   | ROU Lavinia Milosovici  | 9,862 |
| Medalha de bronze | RUS Dina Kochetkova     | 9,800 |
| Medalha de bronze | ESP Joana Juarez        | 9,800 |
| 5                 | RUS Rozalia Galiyeva    | 9,762 |
| 6                 | BLR Svetlana Boginskaya | 9,600 |
| 7                 | ROU Simona Amanar       | 9,562 |
| 8                 | BLR Elena Piskun        | 9,412 |

### Equipes
Finais
| Posição           | País         | Total   |
| ----------------- | ------------ | ------- |
| Medalha de ouro   | Roménia      | 116,161 |
| Medalha de prata  | Rússia       | 115,659 |
| Medalha de bronze | Ucrânia      | 114,922 |
| 4                 | Bielorrússia | 114,546 |
| 5                 | França       | 112,947 |
| 6                 | Hungria      | 110,946 |
| 7                 | Alemanha     | 110,697 |
| 8                 | Reino Unido  | 110,421 |